# 鲁乌县
鲁乌县（印尼语：Kabupaten Luwu Utara）是印度尼西亚南苏拉威西省的一个县。县治位于伯洛帕。1999年，北鲁乌县从鲁乌县分出；2002年，帕洛波市从鲁乌县分出，鲁乌县行政中心也从帕洛波搬到伯洛帕。鲁乌以自然资源而闻名，比如水稻。

## 历史
鲁乌县得名于历史上这一地区存在的鲁乌苏丹国，“鲁乌”之名自13世纪鲁乌苏丹国Lontara时代的第一个国王登基其就被人所知。鲁乌或鲁（Lu）是托拉查人对生活在低地海滩或者东部人的称呼。

## 行政区划
鲁乌县下分21个区（Kecamatan）：
| 区                         | 人口 2010普查 |
| -------------------------- | ------------- |
| Larompong 拉龙蓬           | 18,834        |
| Larompong Selatan 南拉龙蓬 | 15,800        |
| Suli 苏里                  | 18,479        |
| Suli Barat 西苏里          | 8,491         |
| Belopa 伯洛帕              | 14,812        |
| Kamanre                    | 11,238        |
| Belopa Utara 北伯洛帕      | 14,545        |
| Bajo 巴久                  | 14,238        |
| Bajo Barat 西巴久          | 9,324         |
| Bassesangtempe             | 14,115        |
| Latimojong                 | 5,457         |
| Bupon                      | 14,451        |
| Ponrang                    | 26,114        |
| Ponrang Selatan            | 23,744        |
| Bua 布阿                   | 30,955        |
| Walenrang                  | 17,433        |
| Walenrang Timur            | 15,281        |
| Lamasi                     | 20,364        |
| Walenrang Utara            | 17,744        |
| Walenrang Barat            | 8,897         |
| Lamasi Timur               | 12,166        |

因为2002年帕洛波市从鲁乌县分出，使Walenrang、Walenrang Barat、Walenrang Timur、Walenrang Utara、Lamasi和Lamasi Timur这六个区成为了鲁乌县主体的沿海外飞地。印尼众议院在2014年10月24日发布的关于设立65个新县市的计划中，策划设立一个中鲁乌县，从鲁乌县分离，中鲁乌县的规划区域即为不与鲁乌县主体相连的上述6个区，这6个区2010年的总人口为91,885。

## 文化
鲁乌是世界最长史诗的起源地，布吉人的创世神话《Sureq Galigo》较《摩诃婆罗多》更早创作。一些《Sureq Galigo》的手稿被保存在欧洲的博物馆，比如莱顿大学图书馆。《Sureq Galigo》是关于鲁乌苏丹国王子Sawerigading的叙事史诗，在中苏拉威西、东南苏拉威西、哥伦打洛和马来西亚等地非常有名。
2011年5月25日，莱顿大学图书馆的《Sureq Galigo》手稿被列入联合国教科文组织世界记忆名录中， 为肯定其具有的世界意义和突出的普遍价值。

## 资料来源
1. ↑  Biro Pusat Statistik, Jakarta, 2011.